# Ctenotus arcanus
Ctenotus arcanus är en ödleart som beskrevs av Czechura och Wombey 1982. Ctenotus arcanus ingår i släktet Ctenotus och familjen skinkar. Inga underarter finns listade i Catalogue of Life.
Arten förekommer i östra Queensland och New South Wales i Australien. Honor lägger ägg.